# João Mendes
João Miguel Teixeira Mendes (Marco de Canaveses, 13 aprile 2000) è un calciatore portoghese, difensore del Vitória Guimarães.

## Carriera
Mendes è cresciuto nelle giovanili di Amarante, Tuias e Marco, Penafiel e Vitória Guimarães.
Il 29 luglio 2021 è stato acquistato dal Porto che lo ha assegnato alla propria seconda squadra, di cui in poco tempo è divenuto capitano.
Ha debuttato in prima squadra il 15 dicembre 2021 nell'incontro di Taça da Liga vinto 1-0 contro il Rio Ave.

## Statistiche

### Presenze e reti nei club
Statistiche aggiornate al 28 gennaio 2024.
| Stagione        | Squadra             | Campionato      | Campionato | Campionato | Coppe nazionali | Coppe nazionali | Coppe nazionali | Coppe continentali | Coppe continentali | Coppe continentali | Altre coppe | Altre coppe | Altre coppe | Totale | Totale | Totale |
| Stagione        | Squadra             | Comp            | Pres       | Reti       | Comp            | Pres            | Reti            | Comp               | Pres               | Reti               | Comp        | Pres        | Reti        | Pres   | Reti   |        |
| --------------- | ------------------- | --------------- | ---------- | ---------- | --------------- | --------------- | --------------- | ------------------ | ------------------ | ------------------ | ----------- | ----------- | ----------- | ------ | ------ | ------ |
| 2017-2018       | Penafiel B          | 4D              | 8          | 0          |                 | -               | -               |                    | -                  | -                  |             | -           | -           | 8      | 0      |        |
| 2019-2020       | Vitória Guimarães B | CdP             | 6          | 0          |                 | -               | -               |                    | -                  | -                  |             | -           | -           | 6      | 0      |        |
| 2020-2021       | Vitória Guimarães B | CdP             | 25         | 2          |                 | -               | -               |                    | -                  | -                  |             | -           | -           | 25     | 2      |        |
| 2021-2022       | Porto B             | SL              | 24         | 0          |                 | -               | -               |                    | -                  | -                  |             | -           | -           | 24     | 0      |        |
| 2022-2023       | Porto B             | SL              | 33         | 3          |                 | -               | -               |                    | -                  | -                  |             | -           | -           | 33     | 3      |        |
| 2023-2024       | Porto B             | SL              | 10         | 1          |                 | -               | -               |                    | -                  | -                  |             | -           | -           | 10     | 1      |        |
| 2021-2022       | Porto               | PL              | 1          | 0          | CP+CdL          | 0+1             | 0               |                    | -                  | -                  |             | -           | -           | 2      | 0      |        |
| 2023-2024       | Porto               | PL              | 4          | 0          | CP+CdL          | 2+2             | 0               | UCL                | 0                  | 0                  |             | -           | -           | 8      | 0      |        |
| Totale carriera | Totale carriera     | Totale carriera | 110        | 6          |                 | 5               | 0               |                    | 0                  | 0                  |             | -           | -           | 115    | 6      |        |

## Palmarès

### Club

#### Competizioni nazionali
- Coppa del Portogallo: 1

Porto: 2023-2024